# Билу
Билу (фр. Bullou) насеље је и општина у централној Француској у региону Центар (регион), у департману Ер и Лоар која припада префектури Шатоден.
По подацима из 2011. године у општини је живело 233 становника, а густина насељености је износила 25,49 становника/km². Општина се простире на површини од 9,14 km². Налази се на средњој надморској висини од 134 метара (максималној 169 m, а минималној 144 m).

## Демографија
| 1962. | 1968. | 1975. | 1982. | 1990. | 1999. | 2011. |
| ----- | ----- | ----- | ----- | ----- | ----- | ----- |
| 193   | 219   | 193   | 173   | 204   | 205   | 233   |

График промене броја становника у току последњих година